# Sekalin
Sekalin (engelska secalin) är ett glykoprotein som återfinns i glutenprotein hos råg. Det spelar samma roll i sjukdomsförloppet vid glutenintolerans (celiaki) som det hos vete förekommande glykoproteinet gliadin.